# Stéphane Ilinski
Stéphane Ilinski (n. 1973, Paris), scriitor francez.
A locuit în București în perioada 1994-1999, timp în care a lucrat la ziarul în limba franceză Bucarest Matin.
Prieten cu Vlad Zografi, a scris o carte in limba franceză despre România: Notes roumaines, Editions le Manuscrit.
A petrecut perioade lungi și în Vietnam, în Nepal și în India. 

## Proza
- Petite Morte - Editions Nouvelle Pléiade, Paris 1992

- Petite morte Editions Nouvelle Pléiade, Paris 1994

- Cave, silhouettes - Editions du Cri sens, 1997

- Voyages en Hyperborée - Editions Hache, Paris 1999

- Notes Roumaines - Editions le Manuscrit, Paris 2001(pseudo: Rudolf Quiet)

- Balades porno la conscience tranquille - (38 pagini)  Arhivat în 20 noiembrie 2007, la Wayback Machine. Editions Hache, Paris 2001